# Карл (Хоенцолерн-Хайгерлох)
Вижте пояснителната страница за други личности с името Карл.
Карл фон Хоенцолерн-Хайгерлох (на немски: Karl von Hohenzollern-Haigerloch; * 1588 в Хайгерлох; † 7 март 1634 в Юберлинген) от швабския клон на Хоенцолерните е от 1620 до 1634 г. третият граф на Хоенцолерн-Хайгерлох.
Той е вторият син на граф Кристоф фон Хоенцолерн-Хайгерлох (1552 – 1592) и съпругата му Катарина фон Велшперг († сл. 1608), дъщеря на фрайхер Кристоф IV Зигмунд фон Велшперг-Лангенщайн-Примьор († 1580) и Ева Доротея Луция фон Фирмиан († 1585). По-големият му брат е Йохан Кристоф (1586 – 1620), граф на Хоенцолерн-Хайгерлох.
При смъртта на баща му той е малолетен и е под опекунството на чичовците си Айтел Фридрих IV фон Хоенцолерн и Карл II фон Хоенцолерн-Зигмаринген.
Карл започва военна кариера. На 25 март 1618 г. Карл се жени в Хайгерлох за графиня Розамунда Саламанка фон Ортенбург († 1636), дъщеря на Бернхард Саламанкца, граф на Ортенбург († 1614), и съпругата му Урсула фон Цимерн. Бракът е бездетен. Преди това съпругата му е омъжена за Йохан Плайкхард, фрайхер фон Фрайберг.
Карл наследява през 1620 г. брат си Йохан Кристоф като граф на Хоенцолерн-Зигмаринген цу Хайгерлох. През януари 1633 г. Карл бяга от двореца си в Хайгерлох от неспокойствията на Тридесетгодишната война със свита от 21 души в замък Хоенцолерн, който скоро след това е окупиран от шведите. Граф Карл получава ратрешение да се оттегли и тръгва в императорския лагер в Юберлинген, за да търси помощ за замъка. Той умира на 9 март 1634 г. в тамошния хотел цур Кроне и е погребан в Юберлинген.
Понеже умира без наследници, с него свършва линията Хоенцолерн-Хайгерлох. Според наследствения договор от 1575 г. страната му попада на княз Йохан фон Хоенцолерн-Зигмаринген. Вдовицата му Розамунда фон Ортенбург се омъжва трети път за Адам Хайнрих Келер фон Шлайтхайм († 1653).